# 1905 în film
- 1904 în cinematografie — 1905 în cinematografie — 1906 în cinematografie

## Premiere
- Baby's Toilet
- Esmeralda
- The Kleptomaniac
- La presa di Roma
- Rescued by Rover
- The Whole Dam Family and the Family Dog

## Nașteri
- 29 iulie – Se naște viitoarea actriță de filme mute și sonore Clara Bow — Clara Gordon Bow (n. 29 iulie 1905 Brooklyn, SUA — d. 27 septembrie 1965 Los Angeles)